# Potsdam (Ohio)
Potsdam – wieś w Stanach Zjednoczonych, w stanie Ohio, w hrabstwie Miami.